# Juan José Espinosa San Martín
Juan José Espinosa San Martín (Madrid, 1918 - ibidem, 1982) est un haut fonctionnaire, directeur de banque et homme politique espagnol.
Après s’être engagé aux côtés des insurgés pendant la Guerre civile, il mena une carrière dans la haute administration du régime franquiste (banques publiques, cabinets ministériels, agences monétaires), avant d’être nommé ministre des Finances en juillet 1965. Indirectement impliqué dans le scandale Matesa en 1969 (la banque publique BCI, victime d’une vaste fraude, se trouvant en effet sous sa tutelle), il fut sacrifié par Franco lors du remaniement ministrériel subséquent.

## Biographie
Fils de magistrat, Juan José Espinosa San Martín obtint une licence en droit à l’université centrale de Madrid, avant de rejoindre, après l’éclatement de la Guerre civile, le camp insurgé, en s’engageant dans les troupes phalangistes. Le conflit terminé, il entra dans l’administration d’État comme inspecteur technique fiscal, puis passa au ministère du Mouvement national (le parti unique, dont le président avait rang de ministre), où il remplit la fonction de membre du Conseil national. Il siégea comme procurateur (député) aux Cortes, en qualité de représentant du tercio familial. Il assuma également la charge de sous-inspecteur du Syndicat espagnol universitaire (SEU).
Aussi, bien qu’il n’ait pas suivi de formation spécifiquement axée sur les matières économiques, Espinosa San Martín disposait-il, grâce à son intégration dans le corps des Inspecteurs techniques des finances de l’État, des ressources intellectuelles et du savoir nécessaires pour prendre en charge la gestion des comptes publics selon des normes plus modernes et plus scientifiques, et n’est-il pas insolite qu’il se soit vu confier, au sein de l’administration franquiste, plusieurs postes à responsabilité dans les domaines de l’économie et des finances publiques, dont notamment la direction de la Caja Postal de Ahorros (littér. Caisse postale d’épargne) et de la Fabrique nationale de la monnaie et du timbre, la présidence de l’Institut de la monnaie étrangère et de la Banque de crédit industriel (BCI).
Sous le mandat de Mariano Navarro Rubio comme ministre des Finances, Espinosa San Martín fut nommé en 1957 chef du Cabinet technique du ministère, puis en 1959 directeur général du Trésor, auxquels titres il fut appelé à collaborer activement à la politique de stabilisation du régime. Navarro Rubio relate dans ses mémoires que, sitôt placé à la tête du ministère des Finances, il s’empressa de mettre sur pied un « cabinet de confiance » dont allaient faire partie le sous-secrétaire Alfredo Cejudo (de qui il avait fait connaissance pendant son séjour au ministère de l’Agriculture) et ses amis personnels Luis Coronel de Palma (avocat de l’État), José Salgado Torres (professeur en économie appliquée) et Espinosa San Martín.
Le 7 juillet 1965, Espinosa San Martín, alors trésorier de l’Opus Dei, fut désigné ministre des Finances, en remplacement de Navarro Rubio, nommé à la tête de la Banque d'Espagne. En 1969, il fut limogé par Franco et remplacé par Alberto Monreal Luque, à l’occasion de la crise gouvernementale survenue dans le sillage du scandale financier autour de l’entreprise Matesa, laquelle avait frauduleusement obtenu des crédits à l’exportation pour des machines à tisser en grande partie fictives. Un rapport des Cortes, requises d’examiner l’affaire, avait mis au jour la concentration excessive de crédits dans une même entreprise, le traitement de faveur accordé à la Matesa, l’absence de contrôle et de garanties nécessaires à la défense de l’intérêt public, la tendance à minimiser les signaux d’alerte, et la fuite de capitaux. Ce remaniement ministériel suivait largement les propositions contenues dans la copieuse note rédigée quelques jours auparavant par le président de facto du Conseil des ministres, Carrero Blanco, qui certes ne mettait pas en doute l’honnêteté des ministres des Finances (Espinosa San Martín) et du Commerce (García-Moncó), d’autant plus que c’était l’un d’eux (Espinosa San Martín) qui avait saisi les tribunaux, mais soulignait qu’ils avaient commis une lourde erreur et s’étaient déconsidérés. Ce limogeage fut l’une des conséquences politiques les plus notables de l’affaire Matesa, en rapport avec laquelle Espinosa San Martín fut en outre inculpé, aux côtés de Navarro Rubio et de García-Moncó, par le Tribunal suprême du chef d’accusation de « négligence impardonnable », et condamné à une amende d’un milliard deux cents mille pesetas, à la confiscation de ses biens et à la suppression de la moitié de son traitement, encore qu’il ait bénéficié de la grâce de Franco le 1er octobre 1971 avant même que la sentence ait pu être mise en application.

## Récompenses et vie personnelle
Parmi les récompenses reçues par Espinosa San Martín sous la dictature franquiste, on note en particulier la grand-croix de l’ordre de Charles III, la croix de l’ordre du Mérite civil, et les croix du Mérite militaire et du Mérite naval.
Espinosa San Martín avait épousé Amalia García de Oteyza, avec qui il eut onze enfants. Il était l’oncle (par voie maternelle) du philosophe Antonio Escohotado. Il est mort à Madrid le 14 janvier 1982,.